# Joachim Moller
Joachim Moller, noto anche come Joachim a Burck, Joachim von Burgk o Joachim von Burg (Burg, 1541 – Mulhouse, 24 maggio 1610), è stato un musicista tedesco.
Abile organista, compose lieder, Passioni, salmi e odi.